# 吡莫地韦
吡莫地韦（VX-787，JNJ-63623872）是一种抗病毒药，被开发用于治疗流感。它可作为流感病毒聚合酶碱性蛋白2的抑制剂，并在II期临床试验中显示出较好的疗效。